# Степанов, Сергей Иванович (1876)
Сергей Иванович Степанов (7 октября 1876 (25.09)—14 август 1935) — тульский рабочий, русский революционер, член РСДРП. 

## Биография
Родился 7 октября в семье рабочего в Туле. Окончил начальную земскую школу, затем учился в Тулубьевской воскресной школе. С 13 лет был отдан в ученики в мастерскую. Там научился слесарному и токарному делу. Поступил на работу на Тульский оружейный завод, а с конца 1903 года стал работать на Тульском патронном заводе. 
В социал-демократическом движении с 1895 года. С 1898 года глава тульской группы РСДРП. Состоял в Тульском комитете РСДРП в 1902—1905 годах. В 1903 году делегат II съезда РСДРП. Сообщалось, что Степанов поддержал Ленина, то есть вошёл во фракцию большевиков.   "А как могло быть по-другому, если он и прибыл на съезд вместе с братом Ленина" — замечает по этому поводу тульский краевед Сергей Гусев. В 1903 году арестован, находился под арестом вплоть до 1905 года.
Весной 1905 года был делегирован от Тульской партийной организации на III-й съезд РСДРП, но не смог перейти границу и вернулся в Тулу. Активно участвовал в Революции 1905 года.  В 1906 году участвовал в организации Тульского отделения союза металлистов. На партийной работе в Санкт-Петербурге, Оренбурге и Луганске. В 1915 году участвовал в стачке на Тульском патронном заводе, арестован, приговорён к административной высылке в село Качуг Иркутской губернии. 
Освобождён в марте 1917 года. В мае 1917 года вернулся на родину, в Тулу, тогда же вступил в   Российскую социалистическую рабочую партию интернационалистов. И только в 1919 году вступил в РСДРП(б).
В Туле его избрали членом заводскома комитета патронного завода. В 1918 году стал членом бюро Тульского губернского исполкома, избран в коллегию губернского экономического отдела, член металлоотдела ВСНХ. 
В октябре 1919 года его назначили председателем заводоуправления патронного завода.
В 1925 году избран председателем Исполнительного комитета Тульского губернского Совета, занимал это пост по сентябрь 1929 года. В 1929 году избран ответственным руководителем жилищно-строительного кооператива Товарищество "Красная кузница”
В 1930 года назначен заместителем председателя Московского облисполкома, тогда же стал секретарем партколлегии Областного КК и председателем Областного суда. 
На XIII съезде партии избран членом ЦКК, 31 мая 1924 по 18.12.1925 член Центральной Контрольной Комиссии РКП(б)
на XIV, XV, XVI съездах - член Ревизионной комиссии ЦК партии, 
26 июня—13 июля 1930 года делегат XVI съезда ВКП(б) с решающим голосом от Тульской парторганизации.
26 января—10 февраля 1934 года делегат XVII съезда ВКП(б) с совещательным голосом от член Ревизионной комиссии ВКП(б).
Избирался членом ВЦИК и ЦИК. 
Погиб в автомобильной катастрофе.

## Отзывы современников
В розыскном циркуляре полиции перед отъездом Степанова на II съезд РСДРП значилось:
Уехал из Тулы в декабре в Москву или Санкт-Петербург. Роста среднего, светлорусый, имеет окладистую бородку с рыжеватым оттенком.

## Семья
- Жена — Настасья Ивановна Степанова, урождённая ?, в семье было 5 детей и две приёмные девочки[4].
  - Дочь — умерла в младенчестве[4]
  - Сын — Борис[4]
  - Дочь — Вера (?—1941) умерла от последствий автоаварии[4].
  - Сын — Леонид, умер подростком от костного туберкулёза[4]
  - Приёмная дочь — Мария Волосевич (ок 1910—?), носила фамилию Степанова[4]
  - Приёмная дочь — Анастасия Волосевич (ок 1916—?)[4]

## Труды
- Степанов С. И. Из встреч с Лениным на II съезде партии» // «Правда», 1933 года, 30 июля (воспоминания о В. И. Ленине).
- Степанов С. И. Из воспоминаний

## Память
- Улица Степанова (бывшая Логачевская и Вересаева)[4]

## Комментарии
1. ↑  В материалах XIV-го съезда РКП(б) указано, что состоит в социал-демократической партии с 1891 г.[6], в материалах  XIII-й конференции РКП(б), XIII-го съезда РКП(б) и XV-й конференции ВКП(б)  — с 1897 г.[7][8][9], в материалах XVII-й конференции ВКП(б) указано, что большевиком стал в 1907 году[10], а в материалах XIV-й конференции РКП(б) — 1919[11], в остальных материалах съездов и конференций указывается 1895 год вступления в партию [12].